# ساركومة
الساركومة أو الغَرَن أو سرطانة النسيج الضام أو الورم اللحمي أو السَّرقوم أو السَّركُوْمَا أو الورم العضلي الخبيث أو الورم اللحمي خبيث أو الورم الليفي أو السركومة أو الورم الغرني (بالإنجليزية: sarcoma)‏، هو ورم خبيث ينمو من الأنسجة الضامة مثل العظام والأنسجة الرخوة (مثل العضلات والأنسجة الضامة كالأوتار التي تربط العضلات بالعظام، والأنسجة الليفية والغضاريف، والأنسجة الزلالية المحيطة بالمفاصل)، إضافة إلى الشحوم والأوعية الدموية والأنسجة العصبية.

## الأعراض والعلامات
تتضمن الأعراض النموذجية للساركومة العظمية: الألم العظمي وخاصة خلال الليل، والتوّرم حول مكان الورم. تتنوّع أعراض ساركومة الأنسجة الرخوة، لكنها غالبًا ما تكون على شكل كتل أو عقيدات صلبة وغير مؤلمة. غالبًا ما تكون أورام لحمة السبيل الهضمي (أحد أنماط ساركومة النسج الرخوة) لا عرضية، لكنها قد تترافق بحدوث شكاوى ألم بطني مبهَم أو الإحساس بالشبع أو أعراض الانسداد المعوي الأخرى.

## السبب

### الأسباب وعوامل الخطر
إن سبب معظم الساركومات غير معروف، لكن ترتبط عدة عوامل بارتفاع خطر حدوث الساركومة العظمية. إن التعرض السابق للأشعة المؤيّنة (مثل التعرض السابق لعلاج شعاعي) هو أحد عوامل الخطر هذه. كما أن التعرض للمواد المؤلكلة مثل تلك الموجودة في بعض أدوية العلاج الكيماوي للسرطان يزيد أيضًا خطر الإصابة بالساركومة العظمية. ترتبط متلازمات وراثية محددة تشمل متلازمة لي-فراوميني، وطفرات المورثة RB1 الموروثة، ومرض بادجيت العظمي بزيادة خطر الإصابة بالساركومات العظمية.
تنشأ معظم ساركومات الأنسجة الرخوة مما يطلق عليه الأطباء الطفرات الوراثية «المعزولة» (أو العشوائية) ضمن الخلايا المصابة. بالإضافة إلى ذلك، يوجد بعض عوامل الخطر المرتبطة بزيادة خطر حدوث ساركومة الأنسجة الرخوة. التعرض السابق للإشعاع المؤين هو أحد عوامل الخطر هذه. كما أن التعرض لفينيل الكلور (على سبيل المثال، الأدخنة المُصادَفة في إنتاج البولي إيتيلين فينيل الكلور)، والزرنيخ، والثوروتراست يكون مرتبطًا بزيادة خطر الإصابة بالساركومة الوعائية. وكذلك فإن الوذمة اللمفاوية -كتلك التي تنتج عن أنماط معينة من علاج سرطان الثدي- تمثّل عامل خطر للإصابة بالساركومة الوعائية. وكما في الساركومة العظمية، فإن بعض العوامل المتلازمات الوراثية الموروثة تكون مرتبطة بزيادة خطر الإصابة بساركومة الأنسجة الرخوة، وتشمل هذه المتلازمات: متلازمة لي فروميني، وداء البوليبيات الغدية العائلي، والورم الليفي العصبي نمط 1، وطفرات المورثة RB1.

## الآليات
إن التغيرات الجزيئية الدقيقة التي تسبب حدوث الساركومة لا تكون معروفة دائمًا، لكن بعض أنماط الساركومة تكون مرتبطة بطفرات وراثية معينة. تشمل الأمثلة على ذلك:
- تكون معظم حالات ساركومة يوينغ مرتبطة بتبادل المواقع الصبغية (التبادل الكروموسومي) يندمج فيه جزء من الصبغي 11 مع جزء من الصبغي 22 ما يؤدي إلى اندماج مورثة  EWS مع مورثات أخرى تتضمن المورثة  FLI1 في 99% من حالات ساركومة يوينغ ومع مورثة  ERG في 5 - 10% من الحالات. تؤدي هذه الاندماجات إلى إنتاج بروتينات غير طبيعية، رغم أنه آلية مساهمة هذه البروتينات في حدوث السرطان غير مفهوم حتى الآن.
- غالبًا ما تكون الساركومة الليفية الجلدية مرتبطة بتبادل مواقع صبغية تصبح فيها المورثة  COL1A1 مندمجة مع مورثة   PDGFRB ما يؤدي إلى زيادة فعالية إشارات عامل النمو المشتق من الصفيحات والذي يُعتقَد أنه يعزز الانقسام الخلوي ويؤدي في النهاية إلى حدوث ورم.
- غالبًا ما يكون ورم الأرومة الليفية العضلية الالتهابي مرتبطًا بإعادة ترتيب للمورثة ALK، وأحيانًا بإعادة ترتيب للمورثة HMGA2.
- يرتبط الورم عرطل الخلايا في الأنسجة الرخوة عادة بتبادل المواقع الصبغية بين الصبغي 1 والصبغي 2، والذي تصبح في المورثة CSF1 مندمجة مع المورثة  COL6A3 ما يؤدي إلى زيادة إنتاج بروتينات CSF1 والذي يُعتقَد أنه يلعب دورًا في حدوث السرطان.
- ترتبط الكثير من الساركومات الشحمية بتضاعف موقع من الصبغي 12 ما يؤدي إلى تشكّل نسخ إضافية من المورثات المعززة للسرطان المعروفة (المورثات الورمية) مثل مورثة  CDK4، ومورثة  MDM2، ومورثة  HMGA2.

## التشخيص
يبدأ تشخيص الساركومة العظمية بأخذ تاريخ مرضي مُفصَّل وإجراء فحص سريري والذي قد يكشف وجود أعراض وعلامات مميزة (انظر إلى فقرة الأعراض والعلامات في الأعلى). إن الدراسات المخبرية تكون غير مفيدة بصورة نوعية في وضع التشخيص، رغم أن بعض الساركومات العظمية (مثل ساركومة الخلايا العظمية) قد تكون مترافقة بارتفاع مستويات الفوسفاتاز القلوية، أما الساركومات العظمية الأخرى (مثل ساركومة يوينغ) فقد تكون مترافقة مع ارتفاع معدل تثفّل الكريات الحمراء. ومن المهم معرفة أن جميع هذه الموجودات المخبرية غير نوعية للساركومات العظمية ما يعني أن الارتفاعات في هذه القيم المخبرية تكون مترافقة مع الكثير من الحالات المرضية الأخرى بالإضافة إلى الساركومة وبالتالي لا يمكن الاعتماد عليها في وضع تشخيص دقيق للساركومة. تكون الاستقصاءات الشعاعية بالغة الأهمية لوضع التشخيص، ومعظم الأطباء سيطلبون صورة شعاعية بسيطة (أشعة إكس) بشكل مبدئي. تُستخدَم بعض الاستقصاءات الشعاعية الأخرى بصورة شائعة في وضع التشخيص مثل التصوير بالرنين المغناطيسي والتصوير العظام بالنظائر المُشعَّة. لا يُستخدَم التصوير المقطعي المحوسب نموذجيًا في وضع تشخيص معظم أنماط الساركومة العظمية، رغم أنه أداة مهمة لتحديد المرحلة الورمية. يتطلب التشخيص الأكيد خزعة من الورم ومراجعة حذرة لعينة الخزعة من قبل مُشرّح مرضي خبير.
يبدأ تشخيص ساركومات الأنسجة الرخوة بأخذ تاريخ مرضي مُفصَّل وإجراء فحص سريري. قد تتضمن الاستقصاءات الشعاعية إما تصوير مقطعي محوسب أو تصوير بالرنين المغناطيسي، رغم أن التصوير المقطعي المحوسب يكون مُفضَّلًا في حال وجود الساركومة في الصدر أو البطن أو في التجويف خلف الصفاق. قد يكون التصوير المقطعي بالإصدار البوزيتروني مفيدًا في وضع التشخيص، رغم أن استخدامه الأشيع يكون في تحديد المرحلة الورمية. كما بالنسبة للساركومات العظمية فإن التشخيص الأكيد يتطلب خزعة من الورم مع تقييم نسيجي من قبل مُشرِّح مرضي خبير.